# Gai Claudi Neró (pretor)
Gai Claudi Neró (en llatí Caius Claudius Nero) va ser un magistrat romà. Formava part de la gens Clàudia, i portava el cognomen de Neró.
Després d'exercir algunes magistratures menors va arribar a la de pretor l'any 181 aC. Va governar com a província l'illa de Sicília. Encara que no se sap segur se'l suposa fill del cònsol del 207 aC Gai Claudi Neró, el vencedor d'Àsdrubal Barca.